# Основание уголовной ответственности в уголовном праве Украины
В Уголовном кодексе Украины 2001 года основание уголовной ответственности прописано в статье 2. Согласно части 1 данной нормы единственным основанием для уголовной ответственности является совершение лицом общественно опасного деяния, которое содержит признаки уголовного правонарушения (до 2018 года — преступления) предусмотренного Уголовным кодексом Украины.
Помимо того другие части стати 3 этого Уголовного кодекса фактически дублирует две нормы из Конституции Украины, а именно: в части 2-й провозглашается принцип виновной ответственности, который прописан в статье 62 Конституции, а в части 3-й принцип non bis in idem, который прописан в статье 61 Конституции.